# Пикълбол
Пикълбол е ракетен спорт, при който двама или четирима души си подават перфорирана куха пластмасова топка над мрежа с височина 86 см, докато противникът не успее да я върне обратно или допусне нарушение. Може да бъде игран на открито или закрито. Създаден е през 1965 година като детска игра в Бейнбридж Айланд, Вашингтон, САЩ.
Въпреки че прилича на тенис и тенис на маса, пикълболът има специфични правила, ракети и размери на корта. Кортът е дълъг 44 фута (13,4 м) и широк 20 фута (6,1 м), а ракетата е по-голяма от използваната в тениса на маса. Твърдата пластмасова топка, използвана в пикълбола, отскача по-малко от топките за тенис. От всяка страна на мрежата има зона от 7 фута (2,1 м), известна като зона без воле (или кухнята), където топката трябва да отскочи, преди да бъде ударена. Минималното количество отскок, зоните без воле и подлакътния удар, с който се правят всички сервизи, придават на играта динамично темпо.
През 20-те години на XXI век спортът се развива изключително динамично най-вече в САЩ, но и в световен мащаб. През 2021, 2022 и 2023 пикълболът е обявен за най-бързо развиващия се спорт в САЩ от Асоциацията на спортната и фитнес индустрия, а през 2023 е бил игран от над 4,8 милиона души. Нарастващата популярност на спорта се дължи на краткото време за обучение, привлекателността му за широк диапазон от възрасти и нива на физическа подгответност, както и на ниските му начални разходи. Съществуват хиляди турнири по пикълбол в САЩ, включително Националното първенство на САЩ и Откритото първенство на САЩ.
В България е създадена федерация по пикълбол през 2022 година, която има за цел да развива спорта на територията на страната.